# 阿克吾斯塘乡
阿克吾斯塘乡，是中华人民共和国新疆维吾尔自治区阿克苏地区库车市下辖的一个乡镇级行政单位。

## 行政区划
阿克吾斯塘乡下辖以下地区：
喀拉萨村、古里艾日克村、排孜阿瓦提村、古米把子艾日克村、拖怕克艾日克村、说阔力艾日克村、吐格慢北西村、吐尔塔木村、阿克吾斯塘村、喀郎格托格拉克村、叶可先吧把扎村、博斯坦村和古米把子托格拉克村。